# За долар више
За долар више (итал. Per qualche dollaro in più, енгл. For a Few Dollars More) је италијански вестерн из 1965. године, који је режирао Серђо Леоне. У главним улогама су Клинт Иствуд и Ли Ван Клиф као ловци на уцене, док Ђан Марија Волонте тумачи улогу негативца. Немачки глумац, Клаус Кински, појављује се у споредној улози као секундарни негативац. Филм је снимљен у међународној копродукцији између Италије, Западне Немачке и Шпаније. Филм је изашао у америчким биоскопима 1967. године, као наставак филма За шаку долара и претходник филма Добар, лош, зао.

## Радња
Банда терорише територију Новог Мексика. На њеном челу је злогласни Ел Индио за којим су власти расписале потерницу са наградом од фантастичних десет хиљада долара које ће добити онај ко га доведе живог или мртвог. Окрутном злочинцу се нико не усуђује да стане на пут. Ипак, појављују се двојица искусних ловаца на главе, тајанствени пуковник и усамљени револвераш. Првобитно конкуренти, њих двојица ће се на крају удружити и постати партнери у погубној потери за Ел Индиом.

## Улоге
| Глумац             | Улога                    |
| ------------------ | ------------------------ |
| Клинт Иствуд       | Манко                    |
| Ли Ван Клиф        | пуковник Даглас Мортимер |
| Ђан Марија Волонте | Ел Индио                 |
| Мара Круп          | Мери                     |
| Луиђи Пистили      | Гроги                    |
| Клаус Кински       | Вајлд                    |
| Јозеф Егер         | стари пророк             |
| Панос Пападопулос  | Санчо Перез              |
| Бенито Стефанели   | Лук                      |
| Роберто Камардјел  | службеник на станици     |
| Алдо Самбрел       | Кучило                   |
| Луис Родригез      | бандит                   |

## Зарада
- Зарада у САД - 15.000.000 $